# Entertainment Software Rating Association
L'Entertainment Software Rating Association est un système d’évaluation iranien pour les jeux vidéo.

## Classification
| Icône | Description                                                                     |
| ----- | ------------------------------------------------------------------------------- |
|       | الصغار Enfants                                                                  |
|       | الاطفال کودکی Enfance                                                           |
|       | بدایة مرحلة المراهقة ابتدای دوران نوجوانی Début de l’adolescence                |
|       | النصف الثانی من مرحلة المراهقة نیمه دوم نوجوانی Seconde moitié de l’adolescence |
|       | الکبار ، مجرد بزرگسالان، مجرد Adulte, célibataire                               |
|       | الکبار ، المتأهلة بزرگسالان، متأهل Adulte, marié                                |